# Tanner Roark
Tanner B. Roark (ur. 5 października 1986) – amerykański baseballista występujący na pozycji miotacza.

## Przebieg kariery
Roark studiował na University of Illinois, gdzie w latach 2006–2007 grał w drużynie uniwersyteckiej Illinois Fighting Illini. W czerwcu 2008 został wybrany w 25. rundzie draftu przez Texas Rangers, jednak dwa lata później w ramach wymiany zawodników przeszedł do Washington Nationals. W Major League Baseball zadebiutował 7 sierpnia 2013 w meczu przeciwko Atlanta Braves jako reliever. 7 września 2013 w spotkaniu z Miami Marlins po raz pierwszy wystąpił jako starter.
26 kwietnia 2014 w meczu z San Diego Padres zaliczył pierwszy w MLB complete game shutout. W sezonie 2019 grał w Cincinnati Reds i Oakland Athletics.